# 샘마루초등학교
샘마루초등학교는 대한민국 강원특별자치도 원주시에 있는 공립 초등학교이다.

## 연혁
- 2021년 3월 1일 : 샘마루초등학교 개교
- 2022년 1월 7일 :샘마루초등학교 첫 졸업식 및 종업식